# Burdekin
Burdekin – rzeka w północno-wschodniej Australii o długości 680 km oraz powierzchni dorzecza 129 tys. km². Źródła w paśmie Seaview Range, uchodzi do Morza Koralowego. Główne dopływy: Clarke, Suttor, Bowen. Większe miasto nad rzeką Burdekin to Charters Towers. Przy ujściu rzeki do morza uprawia się trzcinę cukrową oraz ryż.   